# Myrmecium bifasciatum
Myrmecium bifasciatum là một loài nhện trong họ Corinnidae.
Loài này thuộc chi Myrmecium. Myrmecium bifasciatum được Władysław Taczanowski miêu tả năm 1874.